# Scatterbrain (film)
Scatterbrain è un film statunitense del 1940 diretto da Gus Meins.